# Maximilian III. (der Deutschmeister)

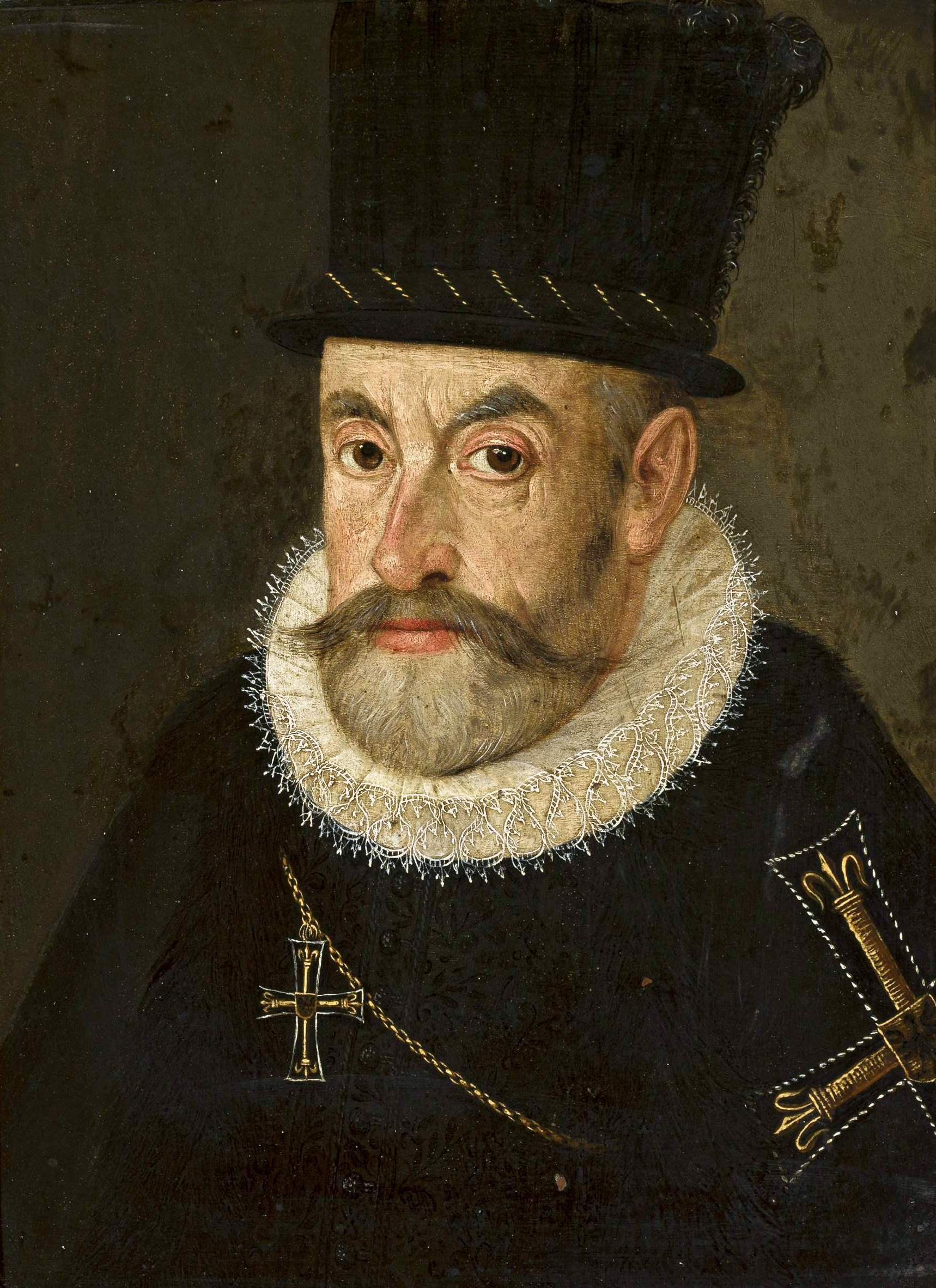
Erzherzog Maximilian III., genannt der Deutschmeister

Erzherzog Maximilian III., genannt der Deutschmeister (* 12. Oktober 1558 in Wiener Neustadt; † 2. November 1618 in Wien) war der viertälteste Sohn Kaiser Maximilians II. aus dem Haus Österreich.

## Biografie

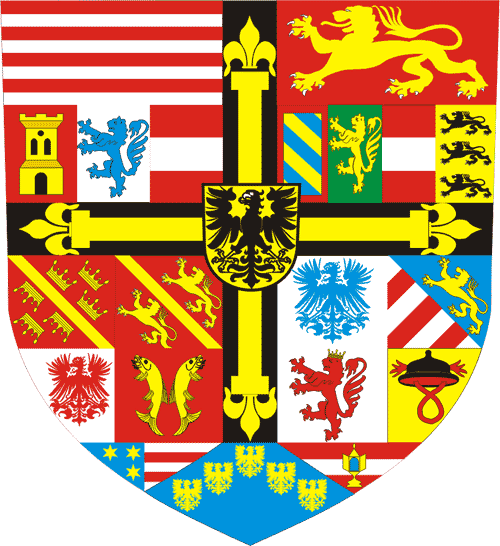
Hochmeisterwappen Maximilians III.

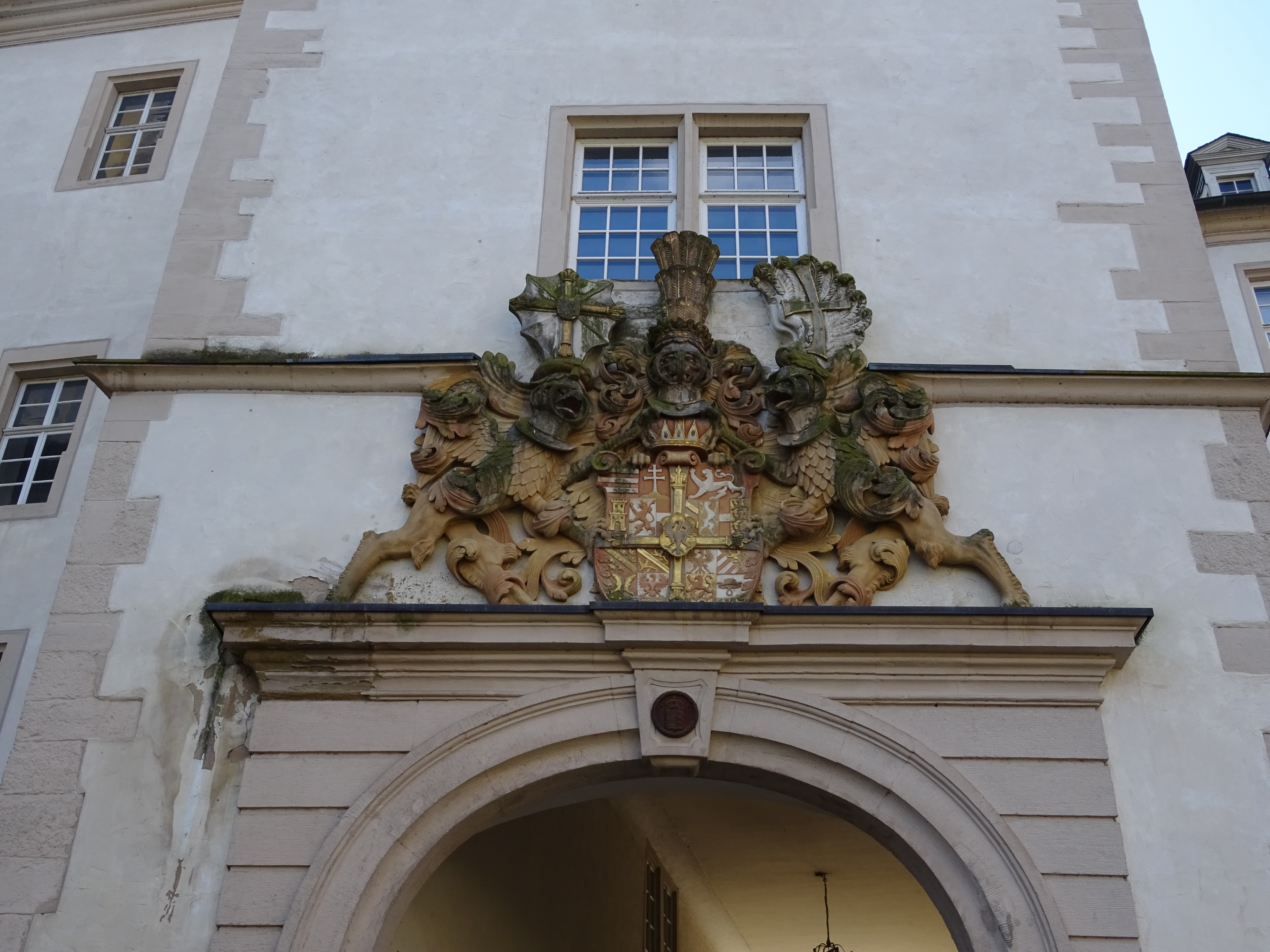
Wappen Maximilians III. am Deutschordensschloss Bad Mergentheim

Erzherzog Maximilian wurde 1558 als Sohn des späteren Kaisers Maximilian II. (1527–1576) und der spanischen Infantin Maria (1528–1603), einer Tochter Kaiser Karl V., geboren. Anders als seine älteren Brüder Rudolf und Ernst, sowie seine jüngeren Brüder Albrecht (1559–1621) und Wenzel (1561–1578) wurde er nicht nach Spanien geschickt, um dort streng katholisch erzogen zu werden. Wie sein nachfolgender Bruder Matthias wuchs er am „offeneren“ Wiener Hof auf. Am 4. Mai 1585 wurde er als Nachfolger des greisen Koadjutors Heinrich von Bobenhausen bestellt, am 20. Februar 1586 löste Maximilian Heinrich von Bobenhausen auch in dessen Funktion als kaiserlicher Administrator des Stifts Fulda ab und war ab 1590 Hochmeister des Deutschen Ordens und Administrator von Preußen.
Im Dezember 1586 starb der polnische König Stephan Bathory, und der Erzherzog bewarb sich 1587 um die freigewordene Krone. Schon 1573 hatte sich Erzherzog Ernst um den polnischen Thron beworben, doch fiel damals die Wahl auf Heinrich von Valois.
Maximilian III. wurde 1587 als König von Polen erwählt, unterlag jedoch Sigismund III. Wasa, der 1592 auch König von Schweden wurde. Als er versuchte, die Frage militärisch zu lösen, wurden seine Truppen von den Soldaten des polnischen Kronfeldherren Jan Zamoyski in der Schlacht bei Pitschen (24. Januar 1588) geschlagen. Er geriet in Gefangenschaft und wurde nach Krasnystaw südlich von Lublin verbracht. Erst Interventionen des Papstes Sixtus V. führten, nachdem der päpstliche Kardinallegat Ippolito Aldobrandini den Vertrag von Beuthen (9. März 1589) ausgehandelt hatte, zu seiner Freilassung. Maximilian verzichtete endgültig auf die polnische Krone und durfte Polen am 8. September verlassen. Die Inaktivität seines Bruders Rudolf II. in dieser Affäre trug zu dessen schlechtem Ruf (und dem folgenden Bruderzwist) bei.
Von 1593 bis 1595 war er Regent in Innerösterreich für den noch unmündigen Erzherzog Ferdinand. Auf wiederholte und drängende Vorstellungen der Freiburger Stände bei Hof, dass die Vorlande seit dem Tode des letzten Erzherzogs keinen Landesherren hätten, ernannte Kaiser Rudolf Erzherzog Maximilian 1602 zum Gubernator in Tirol und den Vorlanden.
Maximilians Administration in Fulda endete am 7. August 1602.
1606 brachte er ein erneuertes Gesetzbuch für den Deutschen Orden heraus, da vieles veraltet war und das Einkommen sich durch mehrfache Abwehrkämpfe gegen Türken und Verlust etlicher Balleien sehr verringert hatte. Nach vielen Jahren hielt der neue Kaiser Matthias 1613 wieder einen Reichstag ab, auf dem, da Maximilian nicht persönlich erschien, seine Stellvertreter im Orden (Johann Eustach von Westernach, Johann Konrad Schutzbar, Christoph Thum und Karl Freiherr von Wolkenstein) an seiner statt Lehnsbrief und Regalien erhielten. Maximilian beteiligte sich 1618 am Sturz des mächtigen Kardinals Khlesl und unterstützte die Nachfolge Erzherzog Ferdinands für den Kaiserthron.
Sein bekanntestes Vermächtnis ist der barocke Erzherzogshut, der in der Schatzkammer des Stiftes Klosterneuburg aufbewahrt wird und bis 1835 bei Erbhuldigungen Verwendung fand. Das Grabmal Maximilians III. befindet sich im Dom zu St. Jakob in Innsbruck.

## Nachwirkung
Das Schicksal Erzherzog Maximilians III. verarbeitete Franz Grillparzer (1791–1872) in seinem Trauerspiel Ein Bruderzwist in Habsburg (Uraufführung: 1872) literarisch in der Figur des Max.